# Gosela eckloniana
Gosela eckloniana är en flenörtsväxtart som beskrevs av Choisy.. Gosela eckloniana ingår i släktet Gosela och familjen flenörtsväxter. Inga underarter finns listade i Catalogue of Life.